# 阿拉林峰
46°02′46.1″N 7°53′41.3″E / 46.046139°N 7.894806°E

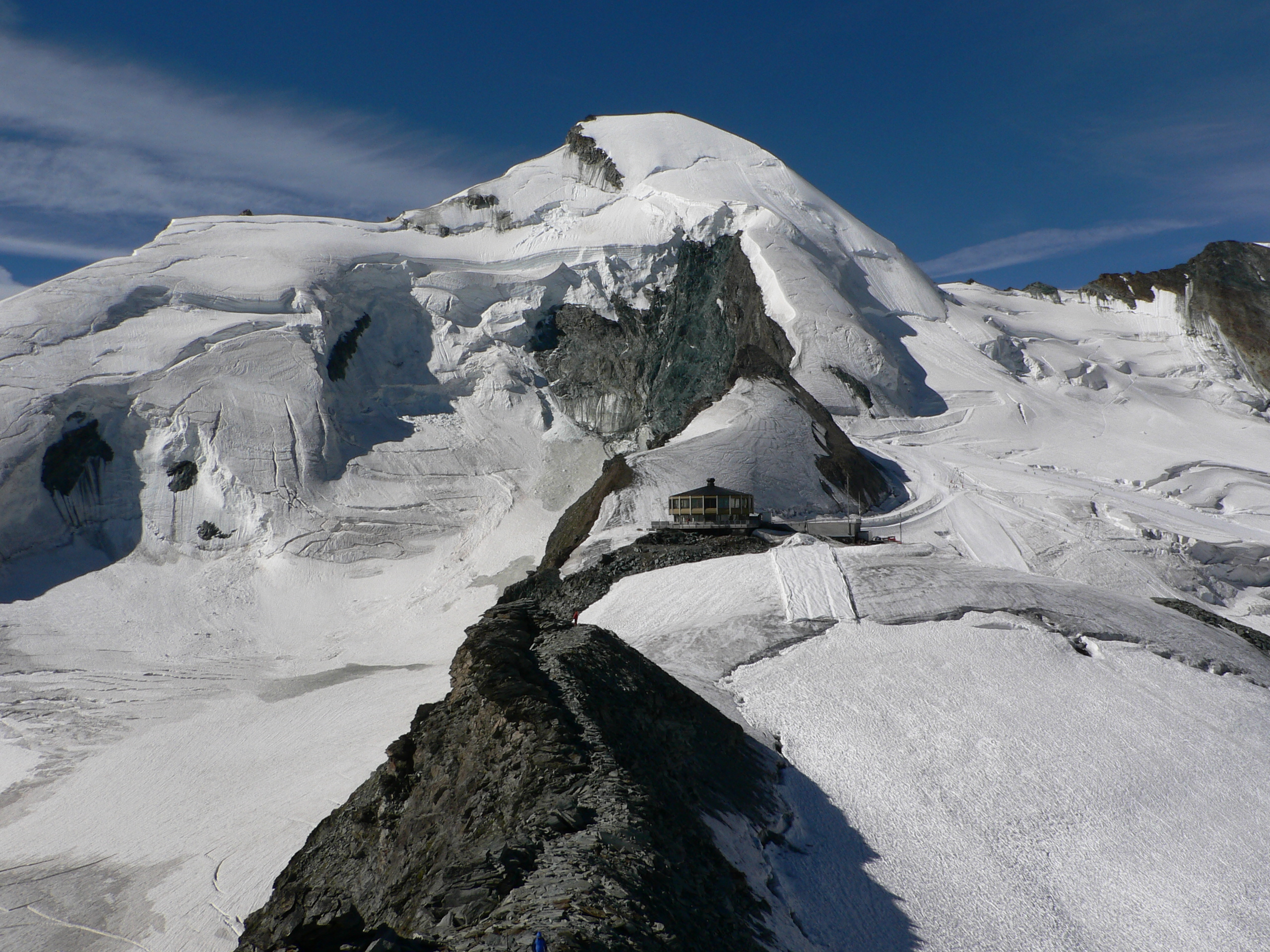

阿拉林峰（德語：Allalinhorn）是瑞士的山峰，位於該國南部，由瓦萊州負責管轄，屬於彭尼内山的一部分，海拔高度4,027米，人類在1856年8月28日首次登上該山峰。